# مركز التجارة الدولي (هونغ كونغ)

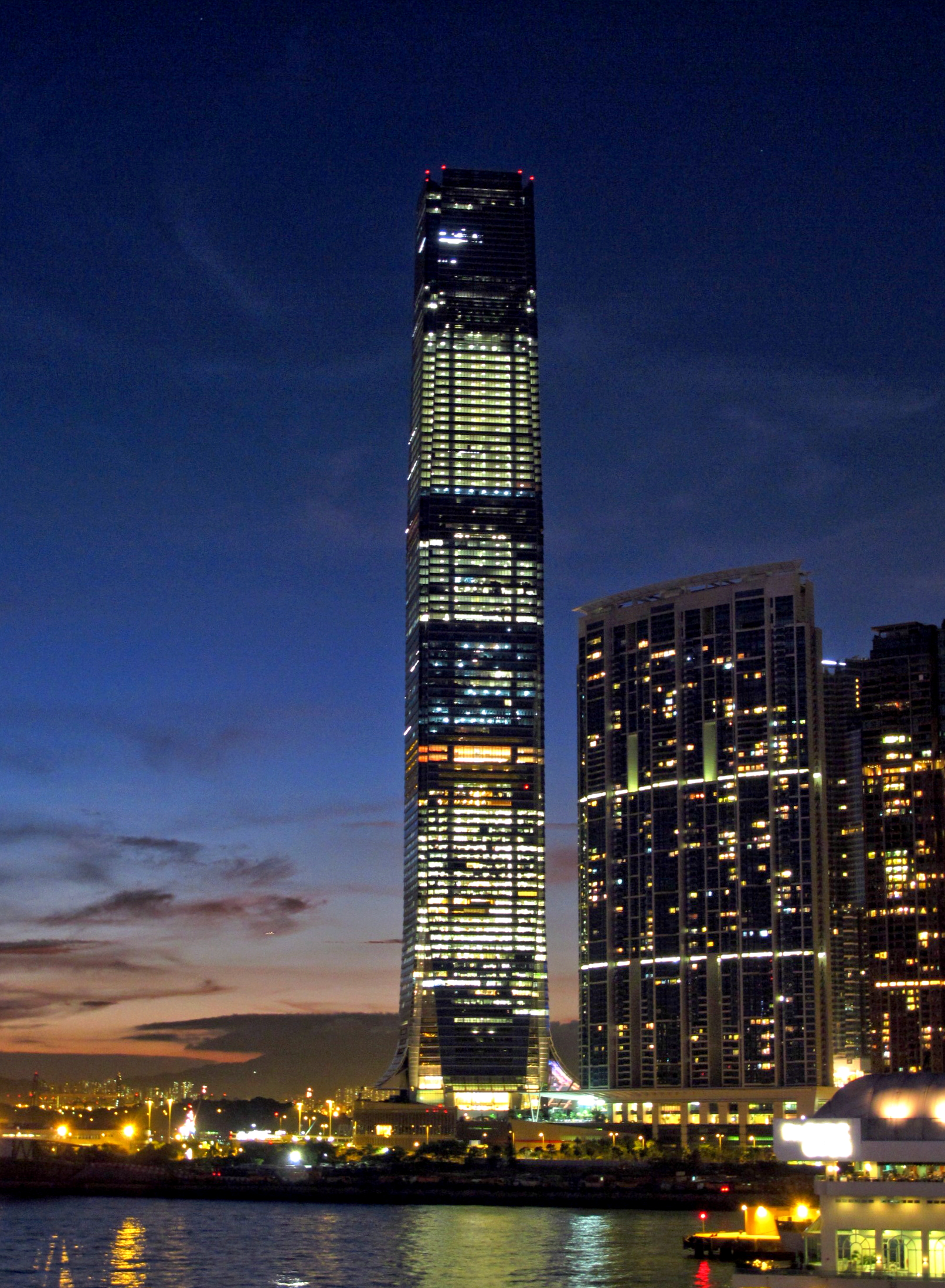
المركز الدولي

مركز التجارة الدولي هو ناطحة سحاب شاهقة بمنطقة كولون في هونغ كونغ. يبلغ ارتفاعه 484 متر (1588 قدم)، ويبلغ عدد طوابقه 118 طابق. بدأ بنائه عام 2002 وانتهى عام 2010. وهو ويعتبر أطول مبنى في هونغ كونغ، وثاني أطول مبنى في الصين بعد مركز شنغهاي المالي العالمي في شنغهاي، ورابع أطول مبنى في العالم بعد برج خليفة وبرج تايبيه 101 ومركز شنغهاي المالي العالمي.

## معرض صور

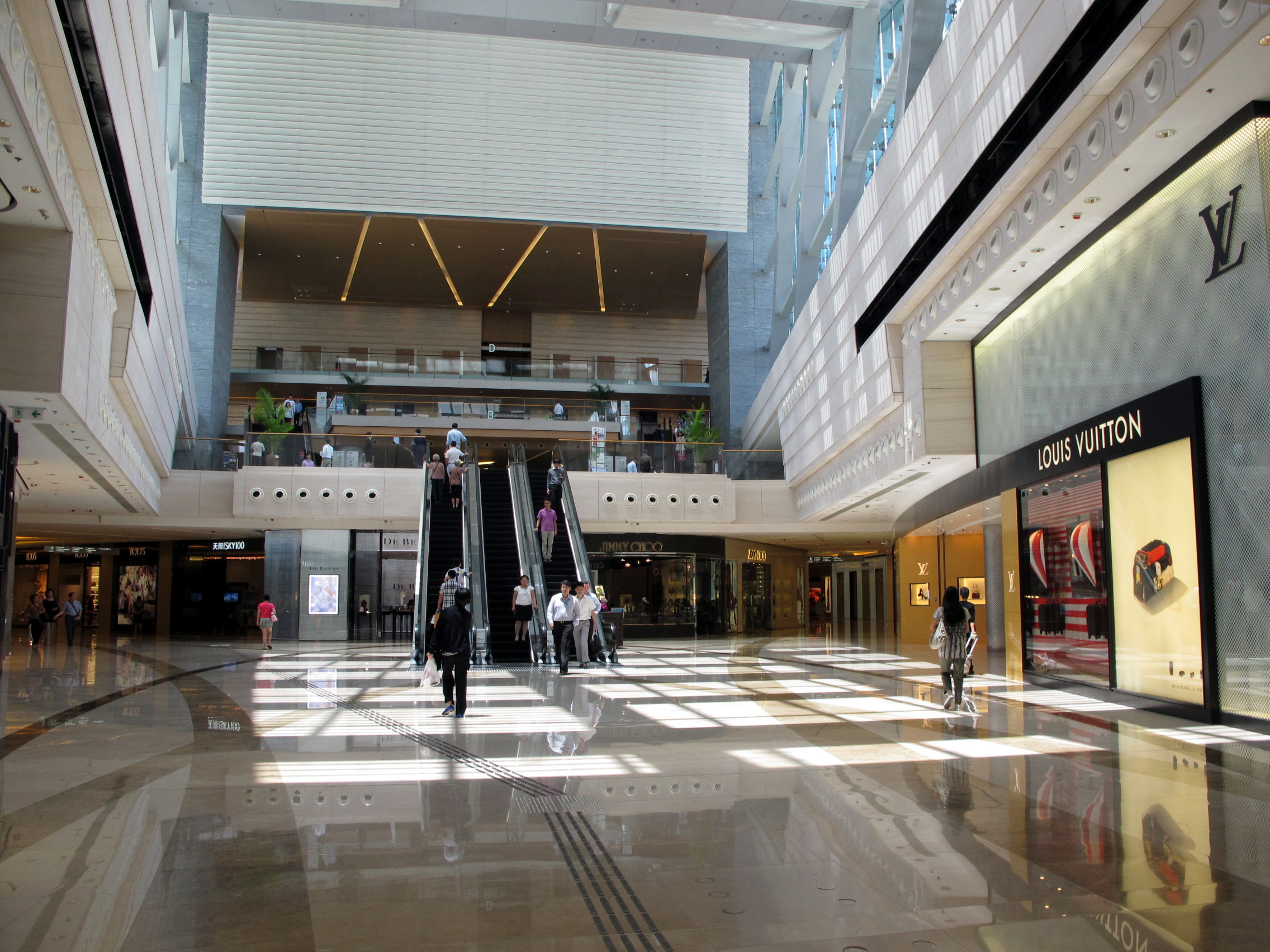
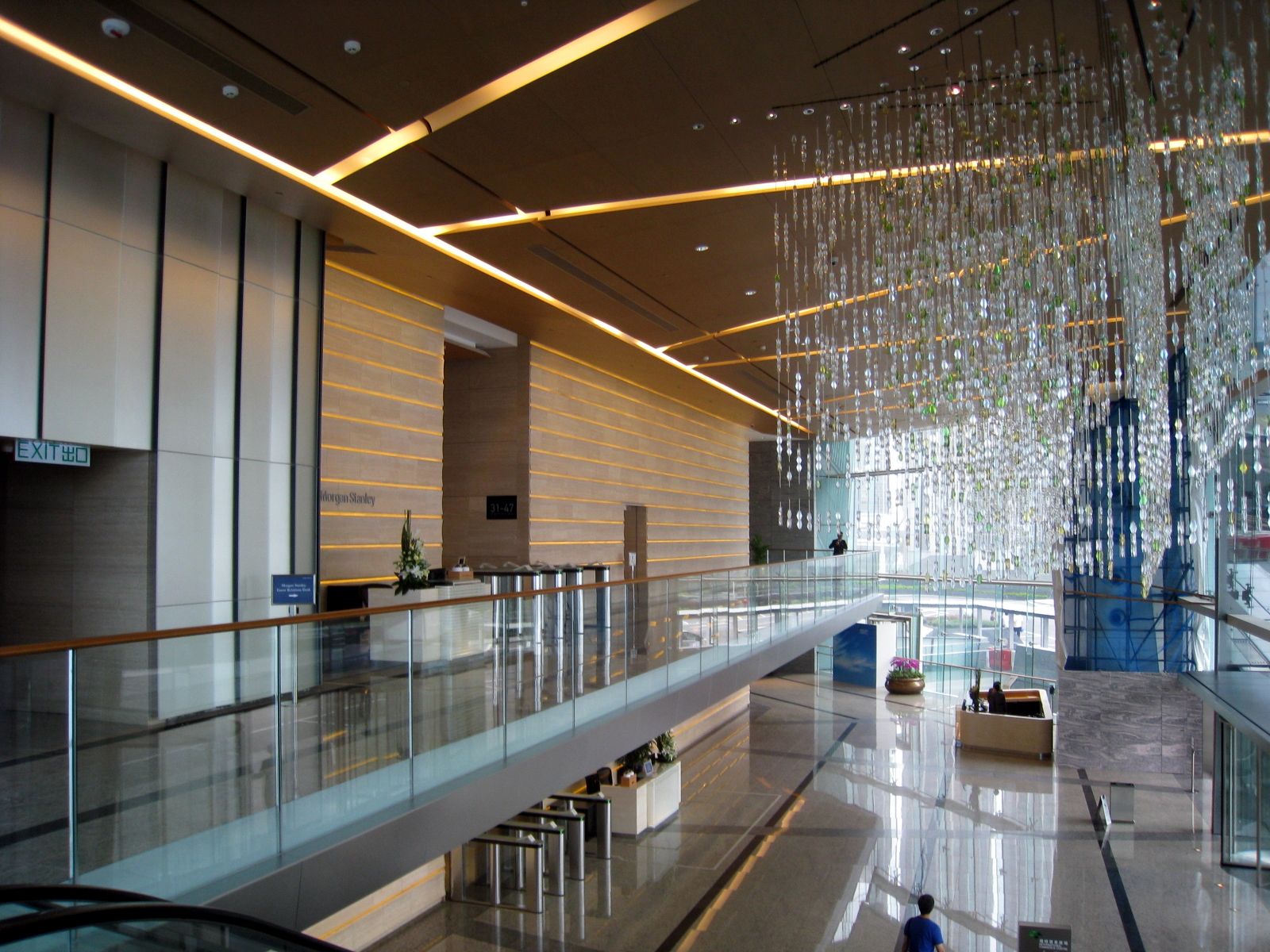
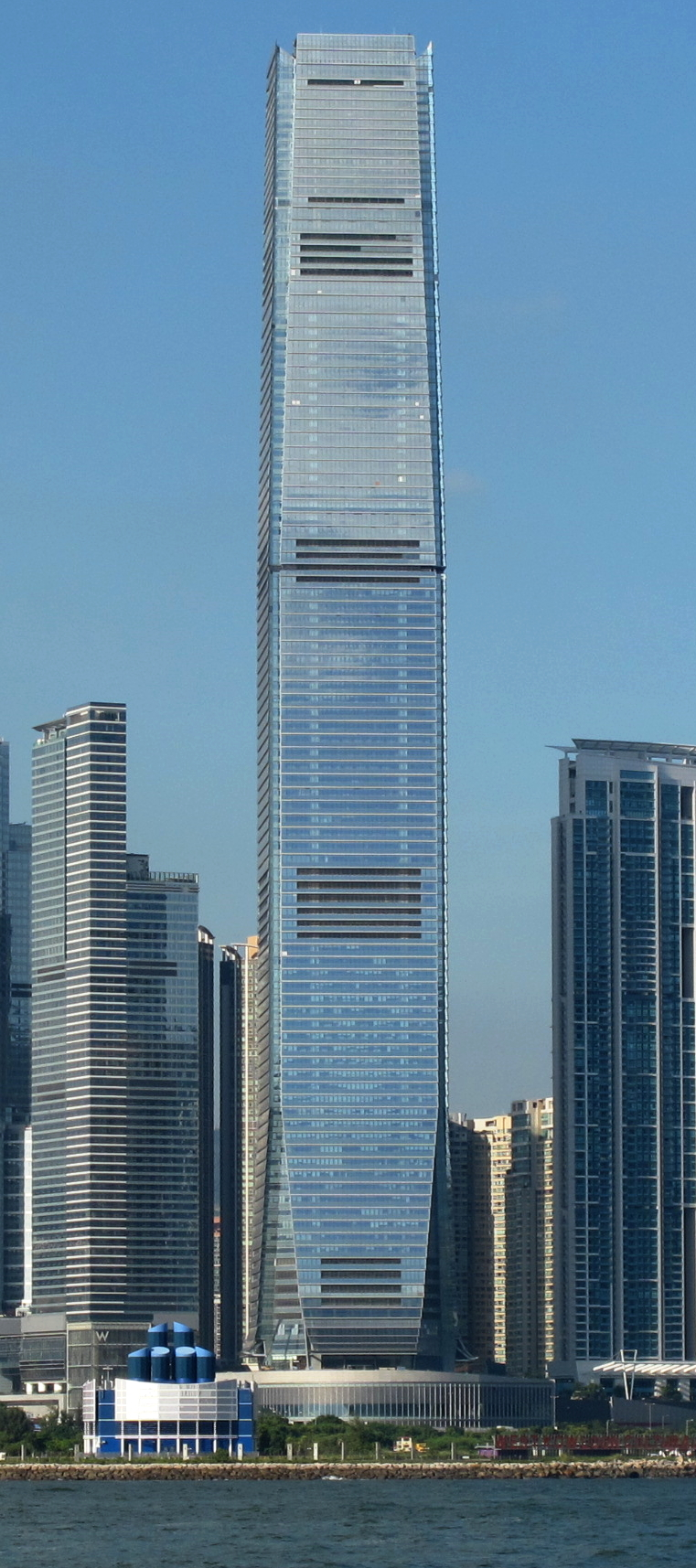
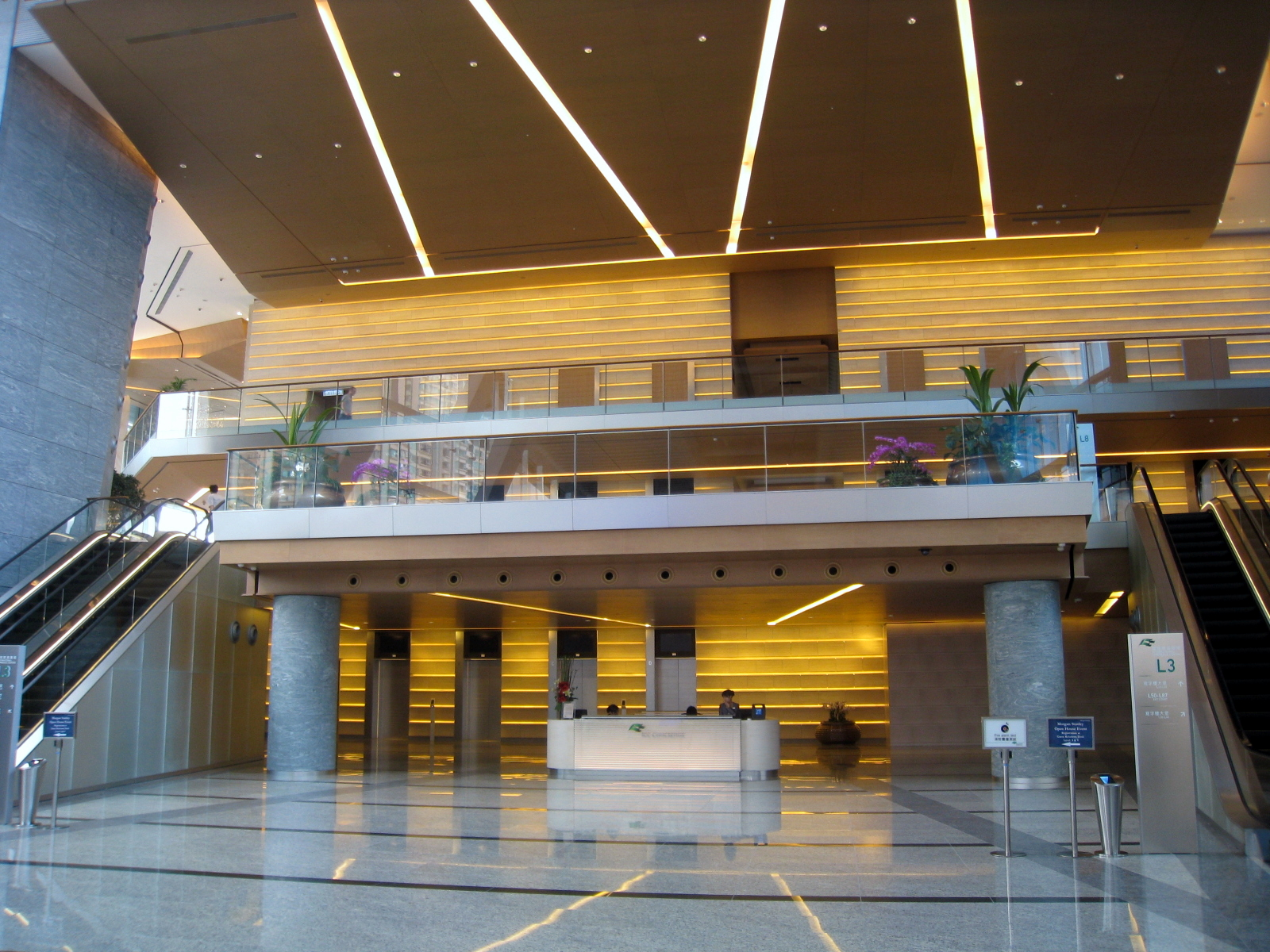

## وصلات خارجية
http://skyscraperpage.com/cities/?buildingID=12